# Pirogalol hidroksitransferaza
Pirogalol hidroksitransferaza (EC 1.97.1.2, 1,2,3,5-tetrahidroksibenzenska hidroksiltransferaza, 1,2,3,5-tetrahidroksibenzen:pirogallol transhidroksilaza, 1,2,3,5-tetrahidroksibenzen-pirogallol hidroksiltransferaza (transhidroksilaza), pirogalolna hidroksiltransferaza, 1,2,3,5-tetrahidroksibenzen:1,2,3-trihidroksibenzen hidroksiltransferaza) je enzim sa sistematskim imenom 1,2,3,5-tetrahidroksibenzen:1,2,3-trihidroksibenzen hidroksitransferaza. Ovaj enzim katalizuje sledeću hemijsku reakciju:
1,2,3,5-tetrahidroksibenzen + 1,2,3-trihidroksibenzen {\displaystyle \rightleftharpoons } 1,3,5-trihidroksibenzen + 1,2,3,5-tetrahidroksibenzen
1,2,3,5-Tetrahidroksibenzen deluje kao kosupstrat za konverziju pirogalola u floroglucinol, i za brojne slične izomerizacije.

## Literatura
- Nicholas C. Price; Lewis Stevens (1999). Fundamentals of Enzymology: The Cell and Molecular Biology of Catalytic Proteins (Third изд.). USA: Oxford University Press. ISBN 019850229X.
- Eric J. Toone (2006). Advances in Enzymology and Related Areas of Molecular Biology, Protein Evolution (Volume 75 изд.). Wiley-Interscience. ISBN 0471205036.
- Branden C; Tooze J. Introduction to Protein Structure. New York, NY: Garland Publishing. ISBN 0-8153-2305-0.
- Irwin H. Segel. Enzyme Kinetics: Behavior and Analysis of Rapid Equilibrium and Steady-State Enzyme Systems (Book 44 изд.). Wiley Classics Library. ISBN 0471303097.

## Spoljašnje veze
- Pyrogallol+hydroxytransferase на 